# Орехов, Сергей Дмитриевич
Сергей Дмитриевич Орехов (1935—1998) — советский гитарист-семиструнник.

## Биография
Сергей Орехов родился 23 октября 1935 г. в Москве, в семье рабочего. Учился игре на гитаре частным образом у Владимира Кузнецова, затем служил в армии. После 1956 года выступал вместе с исполнительницей цыганских романсов Раисой Жемчужной, затем со своей женой, певицей Надеждой Тишининовой, затем в ансамбле Николая Эрденко. После этого вместе с Алексеем Перфильевым организовал собственный гитарный дуэт. Часто вместо Перфильева в дуэте с Ореховым играл балалаечник Валерий Минеев. На концертах Орехов играл исключительно на семиструнной гитаре, хотя хорошо владел и шестиструнной. Занимался также переложениями на шестиструнную гитару музыки для семиструнной гитары.
Музыкант умер во время репетиции 19 августа 1998 года от сердечного приступа. Похоронен на Ваганьковском кладбище.
Сергей Орехов:
«Я никогда не думал, что шестиструнная гитара завоюет Россию. Семиструнная гитара — настолько народная; это гитара военная, литературная… Какие угодно возьмите слои общества: семиструнная гитара — это родной инструмент, с которым русский человек связан».

## Семья
- Жена — Тишининова Надежда Андреевна

## Дискография
- «Гитара семиструнная», Сергей Орехов (гитара, обработки и переложения) и Алексей Перфильев (вторая гитара), 1985 Мелодия С20 24391 00[3]